# 70-та окрема танкова рота (Україна)
70-та окрема танкова рота (70 ОТР) — військове формування Сухопутних військ ЗСУ у Миротворчій місії у Хорватії ПАООНСС

## Підстави
Постанова Верховної Ради України від 25.03.1996 № 102/96-ВР 

## Формування
Формування 70-ї окремої танкової роти відбувалося у Яворові, на базі 24-ї мотострілецької дивізії Прикарпатського військового округу Сухопутних військ Збройних Сил України (зараз 24-а окрема механізована бригада імені короля Данила). В якості основного озброєння були визначені танки
Т-72Б1.

## Історія
Вже у квітні 1996 року рота була доставлена залізницею до Хорватії і, після розвантаження на станції Осієк, розгорнулась у складі Місії ООН у Східній Славонії (ПАООНСС)
Завданням підрозділу стала оборона аеродрому Кліса, де вже базувались українські вертолітники та російські десантники
Але ситуація у Східній Славонії впродовж шести місяців показала, що загрози застосування важкої бронетехніки ворогуючими сторонами немає, тому наприкінці 1996-го року було прийняте рішення повернути роту в Україну.
Наприкінці 1996 року 70-у окрему танкову роту у Східній Славонії замінила 64-а окрема спеціальна механізована рота (105 осіб), що розмістилася в населеному пункті Мариновці, а дві вертолітні ескадрильї були зведені в одну — 17-у окрему вертолітну ескадрилью.
У січні 1997-го року танковий миротворчий підрозділ прибув додому.